# Siphlonurus flavidus
Siphlonurus flavidus är en dagsländeart som först beskrevs av Francois Jules Pictet de la Rive 1865.  Siphlonurus flavidus ingår i släktet Siphlonurus och familjen simdagsländor. Inga underarter finns listade i Catalogue of Life.